# 巴纽埃洛斯德武雷瓦
巴纽埃洛斯德武雷瓦，是西班牙卡斯蒂利亚-莱昂布尔戈斯省的一个市镇。总面积15平方公里，总人口41人（2001年），人口密度3人/平方公里。